# Bertrand de Bacilly
Bertrand de Bacilly [Bacilli, Bassilly], baptisé à Lolif (Manche) le 21 décembre 1621 et mort à Paris le 27 septembre 1690, est un compositeur, chanteur et théoricien de la musique français.
Élève du chanteur Pierre de Nyert et probablement du luthiste Denis Gaultier, il a été le maître de chant de nombreuses personnes de condition comme de plusieurs musiciens professionnels.
De 1703, année où il est cité dans le Dictionnaire de musique de Sébastien de Brossard, jusqu’à un colloque de 2008 qui a rectifié cette erreur, il a été nommé Bénigne de Bacilly.

## Biographie

### Jeunesse et apprentissage

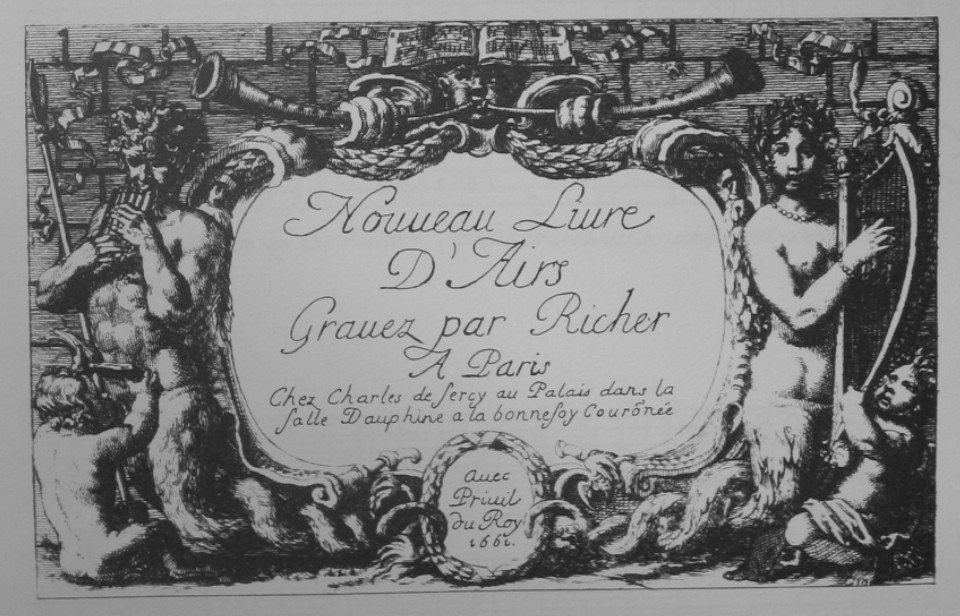
La page de titre du livre d'airs de 1662.

Sa famille est établie à Lolif, bourgade normande au nord nord-ouest de la ville épiscopale d’Avranches. Son grand-père Jean I Bacilly, sieur des Vallées, était conseiller du roi, élu en son élection d'Avranches, et marié à Renée Le Bannois. Mort en 1628, il laissa quatre fils et deux filles. Le fils aîné Julien Bacilly, sieur des Vallées (ca. 1595 – 1649), était advocat conseiller du roy et esleu en son eslection d’Avranche, donc officier royal de rang moyen. Il reçut en 1621 ses lettres de provision pour l’office de contrôleur des tailles d’Avranches. Marié avec Geneviève Le Chevalier autour de 1615, Julien eut huit enfants légitimes puis quatre enfants naturels après le décès de sa femme en 1627. Son troisième enfant fut Bertrand de Bacilly, baptisé le 21 décembre 1621, qui tenait son prénom de son parrain Bertrand Le Bret, président en l’élection d’Avranches.
La jeunesse de Bertrand de Bacilly n’est pas documentée ; on ignore s’il a appris la musique en amateur ou s’il a suivi un cursus maîtrisien. N’étant que le troisième fils de son père, il n’eut pas de nom de terre et sa part d’héritage fut probablement réduite. Le 22 novembre 1647, son père Julien lui céda une rente de 60 lt. à prendre sur les revenus d’une de ses terres, pour constituer sa rente sacerdotale. Cette formalité étant nécessaire pour accéder à la prêtrise, on peut supposer que celle-ci eut lieu peu après. En effet, le 6 décembre 1648, lorsque Bertrand est parrain de Bertrand II Bacilly, un fils de son oncle Guillaume, il est déjà qualifié de prêtre. Dans tous les actes parisiens retrouvés, Bertrand est toujours qualifié de prêtre et le seul bénéfice qu’il semble avoir eu est celui de la chapelle Saint-Eustache de La Versine.

### Premières années à Paris
Assez tôt, Bacilly fut attaché au duc d’Elbeuf (1596 – 1657), comme le mentionne la dédicace des Remarques sur l’art de bien chanter offerte en 1668 à sa fille Marie Marguerite-Ignace de Lorraine (1628 – 1679) dite Mademoiselle d'Elbeuf. Bacilly déclare avoir été son maître de chant et rappelle à cette occasion qu’il « fut » à son père, c’est-à-dire attaché à son service. Charles II de Guise-Lorraine, duc d'Elbeuf, était établi à Paris ; sa mort en 1657 laisse supposer qu’il fut un des premiers protecteurs de Bacilly et que Mademoiselle d’Elbeuf fut probablement une de ses premières élèves de Bacilly. Étant un proche du duc François VI de La Rochefoucauld, le duc d’Elbeuf a peut-être laissé Bacilly profiter des relations littéraires de son ami, qui fréquentait le salon de Madeleine de Souvré, marquise de Sablé.
Avant 1659, Bacilly a obtenu le bénéfice de prieur de la chapelle Saint-Eustache de La Versine, localité composée du château du même nom et de quelques fermes, près du bourg de Saint-Maximin (Oise), entre Chantilly et Creil. Ce château était le siège d’une seigneurie ; il était doté d’une chapelle dédiée à saint Eustache, incluse dans la paroisse de Saint-Maximin et placée sous le patronage du prieuré de Saint-Leu-d'Esserent, situé sur l'autre rive de l'Oise, lui-même sous l'obédience de l'Abbaye de Cluny. Comme c’est le prieur de Saint-Leu d’Esserent qui avait le « privilège de présentation » du bénéfice de La Versine on peut supposer que Bacilly le connaissait. Ce prieur était alors François II Dufour, aumônier du roi et prieur commendataire de 1642 à 1668, membre d'une famille de notables établie entre Rouen, Paris, Saint-Leu d’Esserent et Nogent-sur-Oise ; elle a donc pu être un vecteur de la carrière de Bacilly entre la Normandie et Paris (mais ce n’est qu’une hypothèse).
La seigneurie de La Versine avait été achetée en juin 1633 par Charles de Rouvroy (1601 – 1690), marquis de Saint-Simon, qui en prit possession en 1635. Lui et son frère Claude de Rouvroy (1607 – 1693), duc de Saint-Simon, étaient restés proches et leurs épouses étaient toutes deux issus de la famille de Budos. Dans le second tiers du XVIIe siècle, la famille Saint-Simon tint sa place dans les spectacles de cour et dans l'intimité des souverains ; le fait que Bacilly soit en contact avec Charles de Rouvroy a sans doute permis à Bacilly de se rapprocher de la cour ; peut-être aussi de fréquenter leurs familles alliées, les Montmorency et les Condé, toutes deux d'un milieu lettré, mécène et richissime.
Un troisième indice sur les premières années de Bacilly figure dans la Comparaison de la musique italienne et de la musique françoise (Bruxelles, 1704) de Jean-Laurent Lecerf de La Viéville de Fresneuse (1674 – 1707), garde des sceaux du Parlement de Rouen
« Je vous répondrai que j’ai tant dîné avec Lambert, tant fait de grands soupez avec Lulli, & fait vivre Bacilli tant de temps, que tout cela ensemble peut passer pour un petit cours de musique. Bacilli a demeuré plusieurs années en cette ville. J’étois, sans vanité, son patron. Il a travaillé trente fois pour moi, & entr’autres ce fut moi qui lui fis faire sur un vieil oncle que j’avois, plus resserré que n’aurois souhaité, un certain air, qui n’est pas le plus mauvais des siens. »
Ce témoignage, qui a l’air véridique, ne peut cependant être relié à rien de précis.
Dans les années 1650, Bacilly fut l’élève de Pierre de Nyert (voir ci-dessous) et il a probablement complété sa formation auprès du fameux luthiste Denis Gaultier (mort en 1672). En effet, Bacilly conservait chez lui un portrait « de Mr Gautier », ainsi que deux théorbes de Bologne, deux autres théorbes et deux luths.

### Le lien avec Pierre de Nyert
La protection de Charles de Rouvroy fut sans doute déterminante pour Bacilly : on sait que c’est son frère Claude de Rouvroy qui présenta en 1635 à Louis XIII le chanteur Pierre de Nyert (1596 – 1682), considéré comme un des fondateurs de l’école française de chant. Dans l’émission de 1679 de son traité de L’art de bien chanter, Bacilly fait un éloge appuyé de Pierre de Nyert et déclare qu’il l’a fréquenté depuis vingt cinq ans (il le connaissait donc depuis 1654, date la plus ancienne à laquelle on puisse associer Bacilly et la musique) et comme Nyert était de la génération précédente il est clair que Bacilly fut son élève. Bacilly lui a aussi adressé la dédicace de son VIe livre de chansons pour danser et pour boire de 1668 où il insiste sur ses qualités de chanteur, d’inventeur « de toute la politesse du chant », de pédagogue, et déclare qu’il lui est très obligé « non seulement dans le chant mais en mille autres choses ». Le Mercure galant de juin 1684 rapporte que :
« On sçavoit le commerce qu'ils avoient ensemble depuis trente années, & l'on attribuoit à Mr de Niert tout ce qui estoit de Mr de Bacilly. Cependant on voit bien par ce qu'il fait à présent, qu'il n'emprunte de personne, & quelques petits airs d'Amadis, & autres du temps, qu'il a ornez, en sont une preuve.’’
Dans son Catalogue, Sébastien de Brossard a également écrit à propos de Bacilly :
« Il avoit une espece de musique naturelle qui luy fournissoit de tres beaux chants ; mais comme il n’avoit pas assez de musique practique pour les notter et les mettre sur le papier, il estoit obligé pour cela de se servir de l’oreille et de la main d’autruy. »
En somme, on peut dire que Bacilly a beaucoup publié et Nyert quasiment rien ; ils se sont constamment fréquentés depuis 1654 environ ; des rumeurs couraient du vivant de Nyert comme quoi certaines œuvres de Bacilly étaient en fait les siennes, rumeurs suffisamment répandues pour que Bacilly juge utile en 1684 de les réfuter après la mort de Nyert en 1682 ; Brossard rapporte enfin que Bacilly devait être assisté pour bien noter les mélodies qu’il inventait. Si l’on ajoute à ça que Nyert était réputé avoir inventé une nouvelle méthode de chant, que Bacilly fut son élève et qu’il fut l’auteur de la principale méthode de chant français, on peut raisonnablement déduire que la méthode de Bacilly est fondée sur celle de Nyert, et que ces deux maîtres ont œuvré pendant une petite trentaine d’années dans une sorte de symbiose professionnelle. Bacilly a formalisé – aussi amplifié et précisé – ce que Nyert lui avait appris, tandis que Nyert a probablement aidé Bacilly à noter ses airs et leurs ornements, au point que cette collaboration ait pu susciter un doute sur leur paternité.

### Élèves amateurs ou professionnels
À partir des années 1650, Bacilly fréquente les salons parisiens, perfectionne son métier et prend ses premiers élèves. Sa carrière est celle d’un musicien indépendant, focalisé sur la musique vocale, profane ou spirituelle, et il n’exerce aucune charge à la cour.
On connaît une quinzaine d’adresses qu’il a successivement occupées à Paris, dans l’Île Saint-Louis, dans le quartier des Tuileries ou dans celui de la place Maubert, et dans le Marais. Il louait également à Versailles un appartement de trois chambres. Outre les leçons qu’il a prodiguées à Paris ou à Versailles, on peut supposer qu’il a chanté dans des concerts privés (comme le faisaient alors les musiciens de renom) mais là-dessus les témoignages manquent.
Les noms de ses élèves nobles ou notables sont révélés par les dédicaces de ses nombreuses publications (voir plus bas). On observe que ses livres d’airs (profanes ou spirituels) sont dédiés à des nobles de haut rang, tandis que les livres de chansons le sont à des notables au rang social moins élevé.
Quatre de ses élèves ont fait carrière dans la musique :
- Nicolas Montailly, qui fut maître de musique des filles que Mademoiselle de Guise, et de qui on connaît une quarantaine d'airs de cour entre 1688 et 1714.
- Un certain Labbé, d’abord maître de musique à Dieppe vers 1678-1679 puis à Caen vers 1679 et enfin à Rouen avant 1686, où il était aussi professeur de chant.
- Jean Daniel, musicien et neveu par alliance de Bacilly (il avait épousé une de ses nièces), qui fut désigné par lui en 1678 pour reprendre sa clientèle. Bacilly lui fait cette année-là une donation très généreuse pour qu’il puisse s’établir, mais les deux hommes se sont brouillés dans les années suivantes, Daniel n’ayant pas versé à Bacilly la pension promise.
- La petite Michon, âgée de 5 ans en 1680, qui a aussi Claude Jacquet pour maître d’orgue et de clavecin et qui publie des airs vers 1678-1680 dans le Journal d’airs sérieux de Bacilly.

### Vieillesse et décès
Entre 1672 et 1687, Bacilly fait quatre donations totalisant 27 800 lt. à l’Hôpital général de Paris, au grand Bureau des Pauvres de la Ville et à l’Hôpital des Incurables, pour se constituer une rente viagère de 2 600 lt. Il vend sa bibliothèque de musique en 1687. Le 12 janvier 1689, il rédige son testament. Bertrand de Bacilly meurt le mardi 26 septembre 1690 en son domicile de la rue Saint-Honoré, à presque soixante-neuf ans. Son inventaire après décès est dressé du 31 septembre au 10 octobre 1690, à Paris d’abord puis à Versailles. Il révèle notamment une vingtaine de tableaux, une bibliothèque significative, beaucoup d’exemplaires de ses publications, de la vaisselle d’étain et d’argent, les planches de cuivre des Airs de Michel Lambert, des liasses d’estampes qui laissent supposer un petit commerce, deux clavecins à deux claviers, quatre théorbes, trois luths et un dessus de viole, une épinette gardée à Versailles, des livres de musique, ainsi que 3 550 lt. en espèces. Les biens meubles sont remis à l’Hôpital général de Paris, qui y renonce, et reviennent finalement au chirurgien Antoine Bonamy, son exécuteur testamentaire.

## Œuvres
Bacilly est d’abord un compositeur prolifique, ayant produit plusieurs centaines de pièces (airs profanes ou spirituels, chansons sérieuses ou à boire), dont il a parfois aussi écrit les paroles.
Comme Pierre de Nyert et Michel Lambert, Bacilly a tenu un rôle très important dans l’émergence de l’école française de chant et la formalisation d’une théorie du chant. Il a formé nombre d’élèves et, à la différence de Nyert et de Lambert, s’est donné les moyens de formaliser son savoir-faire. Ses écrits sur la prononciation et l’ornementation l’ont fait reconnaître comme un jalon incontournable de l’art du chant.
Une liste préliminaire des œuvres a été établie par Philippe Lescat dans sa préface à la réédition des trois livres aux Éditions J.-M. Fuzeau, en 1998.

### Les airs

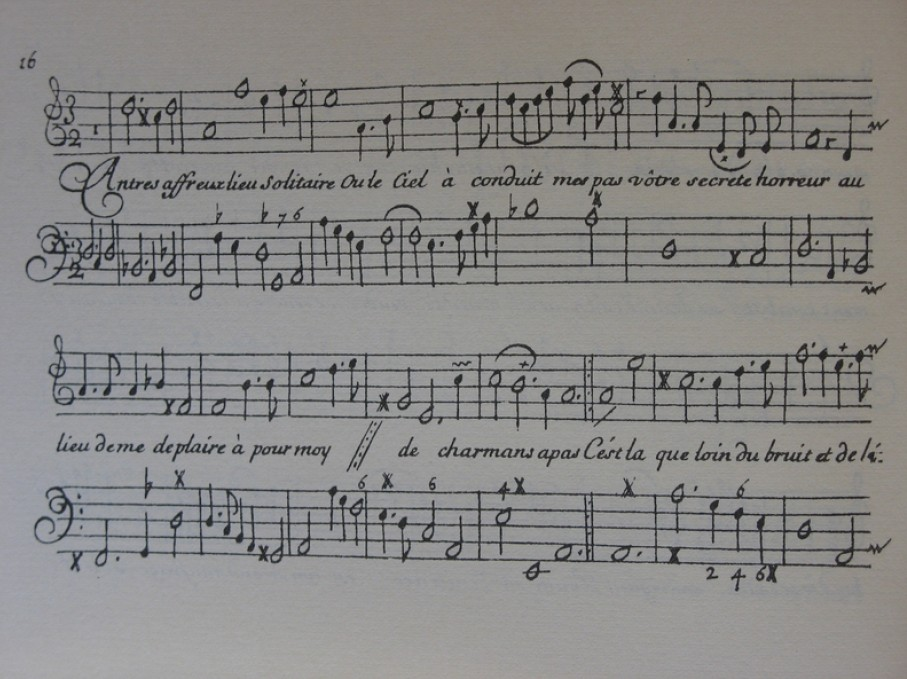
Un air extrait des Airs spirituels de 1688.

- Nouveau livre d’airs gravez par Richer... (Paris : Charles de Sercy, 1661)[18].
- Premier livre d’airs (Paris : chez l’auteur, gravé par Richer, 1662), dédié à Henriette d’Angleterre (1644-1670), qui fut probablement son élève[19].
- Second livre d’airs (Paris : chez l’auteur, 1664, gravé par Richer[20]), dédié à Marie-Jeanne-Baptiste de Savoie (1644-1725), fille de Charles-Amédée de Savoie, duc de Nemours, mariée en 1665 à Charles-Emmanuel II, duc de Savoie (1634-1675). Elle fut également élève de Bacilly.

Ces trois livres sont réédités dans Les trois livres d’airs regravez de nouveau en deux volumes... (Paris, [chez l’auteur], 1668). RISM B 581 et B 581a. Paris BnF (Mus.) : Rés 113 et Rés Vmf 38. Les dédicaces des premier et second livres y sont reprises, avec pour la seconde une titulature changée. Fac-similé aux Éditions J.-M. Fuzeau avec une préface de Philippe Lescat.
- Premier livre d’airs spirituels sur les stances de l’abbé Jacques Testu (Paris : Guillaume de Luyne, 1672, gravé[21]), dédié à Anne Poussart de Fors du Vigean, duchesse de Richelieu.
- Second livre d’airs spirituels sur les stances de l’abbé Jacques Testu (idem, 1677, gravé[22]), dédié à Gabrielle de Rochechouart, marquise de Thianges.

Ces deux livres sont révisés et augmentés en 1688, cette fois dédiés respectivement à François Harlay de Champvallon, archevêque de Paris, et au Père de La Chaise, aumônier et confesseur du roi Louis XIV. Ils sont ensuite piratés par Christophe Ballard en 1679 sans dédicace, puis réimprimés par le même en 1692 et en 1703 après la mort de l’auteur.
- Meslanges d’airs à 2 et 3 parties, d’airs à boire et de chansons (Paris : Robert III Ballard, 1671[24]), dédié à Monsieur de Mont-Fort de Sainte-Foy, Conseiller du Roy en ses Conseils, & Maistre des requestes ordinaire de son Hostel.
- II. Livre des meslanges de chansons, airs sérieux & à boire, à 2 et 3 parties (Paris : Christophe Ballard, 1674[25]), dédié à Louis-François Ier Le Fèvre de Caumartin de Boissy (1624-1687), Intendant de Champagne et de Brie.
- Un premier livre d’airs bachiques semble perdu.
- Second livre d’airs bachiques (Paris : Guillaume de Luyne, 1677[26]), dédié à Henri II de Senneterre, duc et pair, et maréchal de La Ferté (1599 – 1681). Bacilly a été le maître de chant de son épouse Madeleine d’Angennes (1629 – 1714).
- Trois douzaines d’airs parus dans le Mercure galant entre 1679 et 1690[27] ;
- Le Journal des nouveautés du chant, gravé tous les mois chez Guillaume de Luyne, mentionné dans le privilège de 1668, et dont il ne semble subsister qu’un seul fascicule incomplet, contenant des airs de Mademoiselle Michon[28] ;
- Une quinzaine d’airs publiés dans la collection des Livres d’airs de différents auteurs éditée par Robert III puis Christophe Ballard entre 1658 et 1693.
- Les airs pour la comédie Le Bon mary de Pierre Ortigue de Vaumorière, mentionnés dans le Mercure galant de mars 1678, qui ne semblent pas avoir été publiés, et qui sont maintenant perdus.
- Outre les airs ci-dessus, il se trouve des airs non publiés, qui figurent uniquement dans des manuscrits du temps, et d’autres dont il ne subsiste qu’une mention, par exemple dans les Recueils de vers mis en chant.

### Les chansons
- XXe Livre de chansons pour danser et pour boire (Paris : Robert III Ballard, 1661[29]). Sans dédicace.
- XXIe Livre de chansons pour danser et pour boire (Paris : Robert III Ballard, 1662[30]). Dédicace à la comtesse de Clinchamp.
- XXIIe Livre de chansons pour danser et pour boire (Paris : Robert III Ballard, 1663[31]). Dédicace à Joachim de Seiglière (1612 – 1695), trésorier général de la maison et des finances du duc d'Orléans.
- IIe livre de chansons pour danser et pour boire (Paris : Robert III Ballard, 1664[32]). Dédicace à Monsieur Penon (peut-être de Louis Penon, secrétaire du roi, maison et couronne de France et de ses finances du Collège ancien, ou de son frère Balthasar, né en 1636, écuyer et conseiller secrétaire du roi).
- IIIe livre de chansons pour danser et pour boire (Paris : Robert III Ballard, 1665[33]). Dédicace à Monsieur le chevalier d'Achères (peut-être Michel de Beauclerc, chevalier, baron d'Achères et de Rougemont, marquis d'Estiau et de Mirebeau).
- IVe livre de chansons pour danser et pour boire (Paris : Robert III Ballard, 1666[34]). Dédicace à l’abbé Louis-Hercule de Francheville (1627 – 1707), poète mineur mais bien identifié.
- Ve livre de chansons pour danser et pour boire (Paris : Robert III Ballard, 1668[35]). Dédicace à Monsieur de Niert, premier valet de chambre du Roy.
- VIe livre de chansons pour danser et pour boire (Paris : Robert III Ballard, 1668[36]). Dédicace à Charles de Sainte-Maure, duc de Montausier, pair de France, etc. (1610 – 1690).

Ces huit livres de chansons, qui ne mentionnent jamais Bacilly au titre, sont réémis en recueil par Christophe Ballard en 1699, cette fois sous son nom.
- Capilotade bachique à deux parties contenant 4 alphabets de fragments choisis des meilleures chansons à boire (Paris : Robert III Ballard, 1667[38]). Dédicace par Robert III Ballard à Monsieur de La Grange, conseiller du roy, Directeur général des fermes de Normandie, clairement rédigée par Bacilly.

### LesRecueils de vers mis en chant(sans musique)
Les recueils de « vers mis en chant » édités par Bacilly constituent une compilation très riche des airs qui se chantaient à Paris dans la décennie 1660. Ils constituent une documentation très intéressante car, quoique publiés sans musique, ils mentionnent à la fois le nom du poète auteur des vers et le nom du musicien qui les a mis en musique. Une dizaine de ces recueils ont été publiés entre 1661 et 1671 chez Charles de Sercy, Étienne Loyson, Guillaume de Luyne, Robert III Ballard ou Bacilly lui-même. Les six premiers volumes de vers mis en chant sont les suivants :
- Recueil des plus beaux vers qui ont esté mis en chant, avec le nom des autheurs, tant des airs que des paroles, chez Charles de Sercy, Paris, 1661 (lire en ligne)
- Suite de la premiere partie du Recueil des plus beaux vers qui ont esté mis en chant, chez Charles de Sercy, Paris, 1661 (lire en ligne)

Le premier volume de 1661 est dédié au surintendant Nicolas Fouquet ; après sa disgrâce la dédicace est vite remplacée par une autre à Paul Pellisson-Fontanier, secrétaire de Fouquet. Les volumes suivants sont dédiés en 1666 à l’érudit et poète Henri Louis Habert de Montmor, seigneur du Mesnil, et en 1668 au duc de Montausier, pair de France. Le volume d’airs bachiques paru en 1671 ne porte pas de dédicace.
- Recueil des plus beaux vers qui ont esté mis en chant. Avec le nom des autheurs , Seconde et nouvelle partie, dans laquelle sont compris les airs de Versailles, chez Monsieur Ballard, Paris, 1668 (lire en ligne)
- Recueil des plus beaux vers mis en chant. 3e partie, chez Robert Ballard, Paris, 1667 (lire en ligne)

### LesRemarques sur l’art de bien chanter

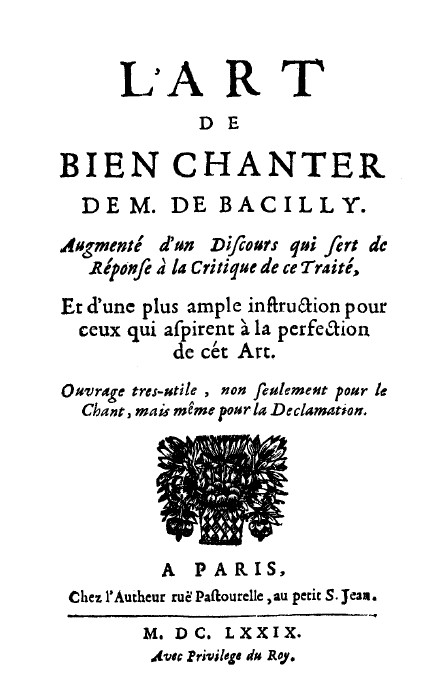
La page de titre de l'émission augmentée de 1679 de L'Art de bien chanter.

Remarques curieuses sur l’art de bien chanter (Paris : Robert III Ballard et Pierre Bienfait, 1668. Dédié à Marie Marguerite-Ignace de Lorraine (1628 – 1679) dite Mademoiselle d'Elbeuf, l’ouvrage est réémis chez Guillaume de Luyne en 1671 et chez Claude Blageart en 1679,.
Il s’agit là du traité de référence sur le chant français au XVIIe siècle, probablement inspiré de la méthode de Pierre de Nyert. Bacilly y détaille toutes les qualités du beau chant, la bonne prononciation, la bonne quantité des syllabes, la déclamation, les ornements, etc. Émission de 1671 numérisée sur Gallica. Fac-similé Minkoff, 1974. Traduction anglaise dans Caswell 1968.

### L’édition desAirsde Michel Lambert
En juillet 1659, plusieurs contrats révèlent que Bacilly intervient comme coéditeur dans l’édition gravée des Airs du compositeur Michel Lambert. Celui-ci vend un recueil de vingt airs avec leurs doubles pour 1 500 lt. au graveur en taille-douce Jean Richer et au prieur Charles Bouchardeau ; Bacilly intervient ensuite à deux reprises dans cette transaction pour se retrouver à parts égales avec Bouchardeau, chacun des deux associés devant payer sa part des frais de gravure et d’impression. Ceci explique que certains des tirages des Airs de Lambert portent l’adresse de Bacilly, et pourquoi Bacilly possédait encore les planches de Lambert au moment de son décès.
Au-delà de sa participation pionnière à l’apparition de la gravure en musique en France, on constate que Bacilly a utilisé pour ses œuvres tous les moyens disponibles à l’époque : musique imprimée (pour les chansons parues chez Ballard), musique gravée (pour ses airs profanes ou spirituels), livres classiques (pour ses Remarques ou ses recueils de vers mis en chants), et périodiques (imprimés ou gravés). Ceci le montre comme un auteur toujours désireux de diffuser ses œuvres, et très investi dans le milieu de l’édition. Paradoxalement, il a toujours voulu rester anonyme, à de très rares exceptions. Ses éditions ne portent aucun nom, ou seulement « B. D. B. ». C’est probablement sa condition de prêtre qui l’a contraint à cette discrétion.